# 인민봉사위원회
인민봉사위원회(人民奉仕委員會)는 조선민주주의인민공화국 내각 중앙 행정기관이다. 복지 사무 및 평양시와  각 특급시의 국영 식당 운영 관련 업무를 관장한다. 위원장은 정무원 부총리급이었다.

## 연혁
- 내각 인민봉사위원회 설치
- 1998년 9월 인민봉사위원회 폐지

## 조직
- 인민봉사국
- 대외봉사국
- 인민봉사지도국

## 역대 위원장, 부위원장

### 역대 인민봉사위원장
- 박성철(朴成哲) 1967년 12월 28일 ~
- 박성철(朴成哲) 1972년 ~ 1976년 4월

- 림형구 1977년 12월 15일 ~
- 림형구 1982년 4월 5일 ~
- 공진태 1986년 12월 29일 ~
- 공진태 1990년 5월 24일 ~

## 같이 보기
- 인민봉사총국